# 熊本県立小川工業高等学校
熊本県立小川工業高等学校（くまもとけんりつおがわこうぎょうこうとうがっこう）は、熊本県宇城市小川町北新田にある県立工業高等学校。

## 学科・コース
- 機械科（40名）
- 建築科（40名）
- 土木科（40名）
- 設備工業科（40名）
- 情報電子科（40名）

## 校訓
- 「誠実」･･･真心がこもっていること。
- 「剛健」･･･たくましくすこやかなこと。
- 「礼節」･･･礼儀と節度

## 行動目標
- 「人を大切にものを大切に自分を大切に」

1. 挨拶をする
2. 正装をする
3. 勉強をする
4. 運動をする
5. 掃除をする
6. 読書をする

## 部活動
- 体育系
  - 弓道部　　
  - 野球部　　
  - 剣道部　
  - バレーボール部
  - 空手道部　
  - バドミントン部　
  - 卓球部　
  - サッカー部　
  - ハンドボール部
  - テニス部　
  - ソフトテニス部　
  - バスケットボール部　
  - 陸上競技部『全国高校総合体育大会出場選手あり』　
  - 柔道部　
  - レスリング部『全国高校総合体育大会出場選手あり』
- 文化系
  - メディア部　
  - 美術部　
  - 囲碁将棋同好会
  - 写真部
- 技術系
  - マイコン制御部
  - 機械工作部　
  - 設備工業愛好会
  - 土木測量愛好会

## 著名な出身者
- 中村博生（政治家、八代市長）

## アクセス
- JR鹿児島本線「小川駅」下車徒歩6-7分
- 「小川工業高校前」バス停より徒歩5分
- 九州自動車道松橋インターより約10分